# Подільський прикордонний загін
Подільський прикордонний загін (Подільський ПрикЗ, в/ч 2196) — є територіальним органом охорони державного кордону  в складі Південного регіонального управління Державної прикордонної служби України.
Подільський прикордонний загін діє на території Великомихайлівського,  Захарівського, Кодимського, Окнянського, Подільського та Роздільнянського районів Одеської області і охороняє ділянку державного кордону з Республікою Молдова (Придністров’я), протяжністю 339,360 кілометрів.

## Історія загону
Подільський прикордонний загін веде свою історію з 4 травня 1992, коли на базі мотоманеврених груп Одеського і Сімферопольського прикордонних загонів почалось формування Котовського загону прикордонного контролю.
Загін приступив до охорони кордону наприкінці червня 1992, після завершення комплектації особовим складом, озброєнням та технікою. До 1993, часу створення додаткового контрольно-пропускного пункту «Кучурган» (увійшов до складу загону), на ділянці відповідальності загону було 18 пунктів пропуску: три з візовим режимом пропуску, сім — з безвізовим та вісім за спрощеною схемою.
1995 року штатну структуру загону було суттєво переформатовано. Замість комендатур та застав прикордонного контролю вводяться прикордонні комендатури, відділення прикордонного контролю та прикордонні застави. Тоді ж було створено прикордонні комендатури «Велико-Михайлівка», «Красні Окни», «Шершенці», прикордонні застави «Гребеники», «Дубово» з постом «Цекинівка», «Загнітково», «Йосипівка», «Лучинське», «Нестерово», «Новоолександрівка», «Павлівка», «Словяносербка», «Степанівка», «Станіславка», «Тимково» з постом «Круті», «Федосіївка», «Шершенці» і резервна застава. Усі ці підрозділи прикордонного контролю увійшли до складу КПП «Котовськ» на правах підпорядкованих частин.
22 листопада 1997 року Подільський прикордонний загін урочисто отримав Бойовий Прапор з рук першого заступника Командувача Прикордонних військ України генерал-лейтенанта Шишоліна (колишнього командира частини).
1998 року з КПП «Котовськ» виокремлюють КПП «Роздільна». У складі КПП «Котовськ» залишаються автомобільні пункти пропуску «Кодима», «Красні Окни», «Тимкове» та «Фрунзівка» та залізничний «Тимкове». До КПП «Роздільна» відходять відділення прикордонного контролю «Великоплоське-авто», «Градениці-авто», «Кучурган-авто» та «Кучурган-залізниця» (два останніх пізніше об'єднано). Станом на 2001 структура прикордонного загону мала у своєму складі 4 прикордонні комендатури, 1 прикордонну комендатуру для виконання спеціальних завдань, 20 прикордонних застав та 9 відділень прикордонного контролю. 2004 року створено три нових прикордонних пости: «Кліментьово» (підпорядкований заставі «Станіславка»), «Римарівка» (застава «Новосеменівка») та «Цекинівка» (застава «Дубово»).
2006 рік — частина повністю перейшла на укомплектування за контрактом.
У 2007 році замість прикордонних застав та відділень прикордонного контролю сформовано відділи прикордонної служби, один з яких («Яськи») у квітні того ж року передано 25-му прикордонному загону.
2008 року відповідно до Концепції розвитку Держприкордонслужби України загін перейшов на нову систему управління. Відділи прикордонної служби «Кучурган», «Степанівка» (тип Б) стають відділами прикордонної служби 1 та 3 категорії відповідно. Прикордонні комендатури «Велико-Михайлівка» і «Красні Окни», прикордонні застави «Тимкове», «Станіславка», «Чорна», «Ткаченкове», «Гулянка», «Новосеменівка», «Павлівка», «Великоплоське», «Словяносербка», «Гребеники», відділення прикордонного контролю «Тимкове», «Платонове», мобільна прикордонна застава «Велико-Михайлівка» — усі ці структурні підрозділи виключаються зі штату загону. Натомість у частині з'являються відділи прикордонної служби «Великоплоське», «Гребеники», «Гулянка», «Павлівка», «Тимкове», «Ткаченкове», «Чорна» та «Лиманське».
2010 року відділи прикордонної служби «Степанівка», «Кучурган», «Лиманське» перепідпорядковано Білгород-Дністровському прикордонному загону, натомість Подільський загін прийняв відділ прикордонної служби «Кодима» з Могилів-Подільського загону.
У вересні 2016 року в рамках заходів з декомунізації в прикордонному відомстві уточнено та перейменовано раніше присвоєні радянські назви. Зважаючи на перейменування певних населених пунктів, назви окремих загонів прикордонної служби, які знаходяться в межах цих пунктів, також змінюються. Так, Котовський прикордонний загін перейменовано на Подільський.

## Командири
- 1992-1993 рр. – генерал-майор Голінко Володимир Васильович
- 1993-1995 рр. – генерал-полковник Шишолін Павло Анатолійович
- 1995-2000 рр. – полковник Ігнашичев Сергій Феодосійович
- 2000-2001 рр. – полковник Сазонов Олександр Юрійович
- 2001-2002 рр. – полковник Резнюк Аркадій Васильович
- 2002-2004 рр. – полковник Курников Валерій Валерійович
- 2004-2005 рр. – полковник Тишкевич Андрій Петрович
- 2005-2008 рр. – полковник Бабюк Віктор Борисович
- 2008-2009 рр. – полковник Лукін Андрій Володимирович
- 2009-2011 рр. - полковник Вальчук Андрій Миколайович
- 2011-2014 рр. - підполковник Ігнатьєв Андрій Михайлович
- 2014-2020 рр. - полковник Підгородецький Ігор Анатолійович
- 2020-2022 рр. - полковник Савчук Андрій Ігорович
- з 2022 р. - полковник Чичановський Олег Володимирович

## Перелік пунктів пропуску
На ділянці загону функціонує 17 пунктів пропуску:
- на кордоні з Республікою Молдова:
  - «Олексіївка»
  - «Загнітків»
  - «Шершенці»
  - «Слобідка»
  - «Тимкове»
  - «Домниця»
  - «Круті»
  - «Станіславка»
  - «Федосіївка»
  - «Платоново»
  - «Дубово»
  - «Цекинівка»
  - «Йосипівка»
  - «Павлівка»
  - «Великоплоське»
  - «Слов'яносербка»
  - «Гребеники».

## Склад загону
До складу загону входять:
- управління загону
- 12 відділів прикордонної служби: «Загніткове», «Кодима», «Тимкове», «Станіславка», «Чорна», «Ткаченково», «Гулянка», «Новосеменівка», «Павлівка», «Великокомарівка», «Слов'яносербка»,  «Гребеники»
- мобільна прикордонна застава «Подільськ»
- підрозділи забезпечення.